# Kylie (Album)
Kylie ist das Debütalbum der australischen Popsängerin Kylie Minogue, das im Juli 1988 erschien.

## Entstehung und Veröffentlichung
Nachdem Minogue 1987 aufgrund des Erfolgs ihrer Single The Loco-Motion einen Plattenvertrag mit Mushroom Records erhalten hatte, flog sie mit deren Labelverantwortlichen nach London, wo sie sich mit dem Produzententeam Stock Aitken Waterman (Matt Aitken, Mike Stock und Pete Waterman) traf. Dort wurde I Should Be So Lucky nach Aussagen Stocks geschrieben, während sie schon dort war und in weniger als einer Stunde aufgenommen. Nach dem Erfolg des Titels flog Stock nach Australien und überzeugte Minogue, im Frühjahr 1988 den Rest des Debütalbums in London einzusingen. Das Produzententrio übernahmen schließlich die Produktion des Debütalbums und war zugleich für den Schreibprozess aller Titel verantwortlich. Lediglich das Cover zu The Loco-Motion wurde nicht von ihnen geschrieben, dies stammt im Original von Little Eva und wurde von Gerry Goffin und Carole King verfasst.
Die Erstveröffentlichung erfolgte schließlich am 4. Juli 1988 bei Mushroom Records. Das Album erschien in seiner Originalausführung als CD (Katalognummer: 32210.2) und LP (Katalognummer: PWL HF3) mit zehn Titeln. Am 6. Februar 2015 erschien eine remasterte Fassung auf CD (Katalognummer: PWL/Cherry Red Kylie 1 T). Diese umfasst den Bonustitel Made in Heaven sowie sieben zusätzliche Remixe auf dem ersten Tonträger, eine zweite Remix-CD sowie eine Bonus-DVD mit Musikvideos und zwei Aufnahmen von Kylie at the BBC.

## Titelliste
1. I Should Be So Lucky – 3:24
2. The Loco-Motion – 3:14
3. Je Ne Sais Pas Pourquoi – 3:51
4. It’s No Secret – 3:55
5. Got to Be Certain – 3:17
6. Turn It into Love – 3:36
7. I Miss You – 3:15
8. I’ll Still Be Loving You – 3:45
9. Look My Way – 3:35
10. Love at First Sight – 3:09

Bonustitel (Remastering 2015)
1. Made in Heaven – 3:32

## Rezensionen
Chris True von Allmusic schrieb, auch wenn die Melodien auf Kylie nichts als „Standard-Spätachtziger-Bubblegum“ seien, gäbe es jedoch etwas wie „liebenswerte Qualitäten“ dabei, auch, weil sie mehr „Persönlichkeit“ als ihr Kollege Rick Astley gehabt habe. Die Wertung lag bei 2,5 von fünf Sternen. Die Seite Digital Spy vergab drei von fünf Sternen. Die Stücke seien „abgelaufen“ wie die Frisur auf dem Albumcover, aber der 80er-Charme der Platte setze sich schließlich durch.

## Kommerzieller Erfolg

### Chartplatzierungen
Kylie avancierte zum Nummer-eins-Erfolg in Neuseeland und dem Vereinigten Königreich. Darüber hinaus erreichte es Top-10-Platzierungen in Australien (Rang 2), der Schweiz (Rang 7), Deutschland (Rang 8) und Norwegen (Rang 10).
| ChartsChartplatzierungen       | Höchstplatzierung | Wochen/ Monate |
| ------------------------------ | ----------------- | -------------- |
| Australien (ARIA)              | 2 (31 Wo.)        | 31 Wo.         |
| Deutschland (GfK)              | 8 (25 Wo.)        | 25 Wo.         |
| Österreich (Ö3)                | 15 (4 Mt.)        | 4 Mt.          |
| Schweiz (IFPI)                 | 7 (14 Wo.)        | 14 Wo.         |
| Vereinigte Staaten (Billboard) | 53 (28 Wo.)       | 28 Wo.         |
| Vereinigtes Königreich (OCC)   | 1 (69 Wo.)        | 69 Wo.         |

| ChartsJahrescharts (1988) | Platzierung |
| ------------------------- | ----------- |
| Australien (ARIA)         | 17          |
| Deutschland (GfK)         | 57          |
| Schweiz (IFPI)            | 29          |

### Auszeichnungen für Musikverkäufe
| Land/Region                  | Auszeichnungen für Musikverkäufe (Land/Region, Auszeichnung, Verkäufe) | Verkäufe  |
| ---------------------------- | ---------------------------------------------------------------------- | --------- |
| Australien (ARIA)            | 6× Platin                                                              | 420.000   |
| Deutschland (BVMI)           | Gold                                                                   | 250.000   |
| Finnland (IFPI)              | Gold                                                                   | 25.000    |
| Frankreich (SNEP)            | Platin                                                                 | 300.000   |
| Hongkong (IFPI/HKRIA)        | Platin                                                                 | 20.000    |
| Neuseeland (RMNZ)            | 6× Platin                                                              | 90.000    |
| Schweiz (IFPI)               | Platin                                                                 | 50.000    |
| Vereinigte Staaten (RIAA)    | Gold                                                                   | 500.000   |
| Vereinigtes Königreich (BPI) | 7× Platin                                                              | 2.100.000 |
| Insgesamt                    | 3× Gold · 22× Platin ·                                                 | 3.755.000 |

Hauptartikel: Kylie Minogue/Auszeichnungen für Musikverkäufe